# Muraenolepis pacifica
Muraenolepis pacifica är en fiskart som beskrevs av Prirodina och Arkadii Vladimirovich Balushkin 2007. Muraenolepis pacifica ingår i släktet Muraenolepis och familjen Muraenolepididae. Inga underarter finns listade i Catalogue of Life.